# Leuchtturm Sidi Bou Saïd
Der Leuchtturm Sidi Bou Saïd ist ein Leuchtturm in Sidi Bou Saïd am Golf von Tunis etwa zwanzig Kilometer nordöstlich von Tunis. Er steht unter der Aufsicht des Service des phares et beacons de la République Tunisienne (SPHB).

## Geschichte
Der Leuchtturm von Sidi Bou Said ist der älteste Leuchtturm vierter Ordnung in Tunesien (Leuchtturm mit einem Blitz alle drei Minuten). Er wurde 1840 mit einem optischen System aus Frankreich in Betrieb genommen.

## Beschreibung
Der Leuchtturm besteht aus einem zylindrischen Turm mit Galerie und schwarzem Laternenhaus, er ist zwölf Meter hoch und steht neben einem einstöckigen Wächterhaus. Der Turm ist weiß gestrichen, mit einem schwarzen horizontalen Band unter der Galerie. Das Laternenhaus ist schwarz lackiert. Es strahlt alle fünf Sekunden ein weißes Leuchten mit einer Reichweite von vierzig Kilometern aus.

Übersichtskarte
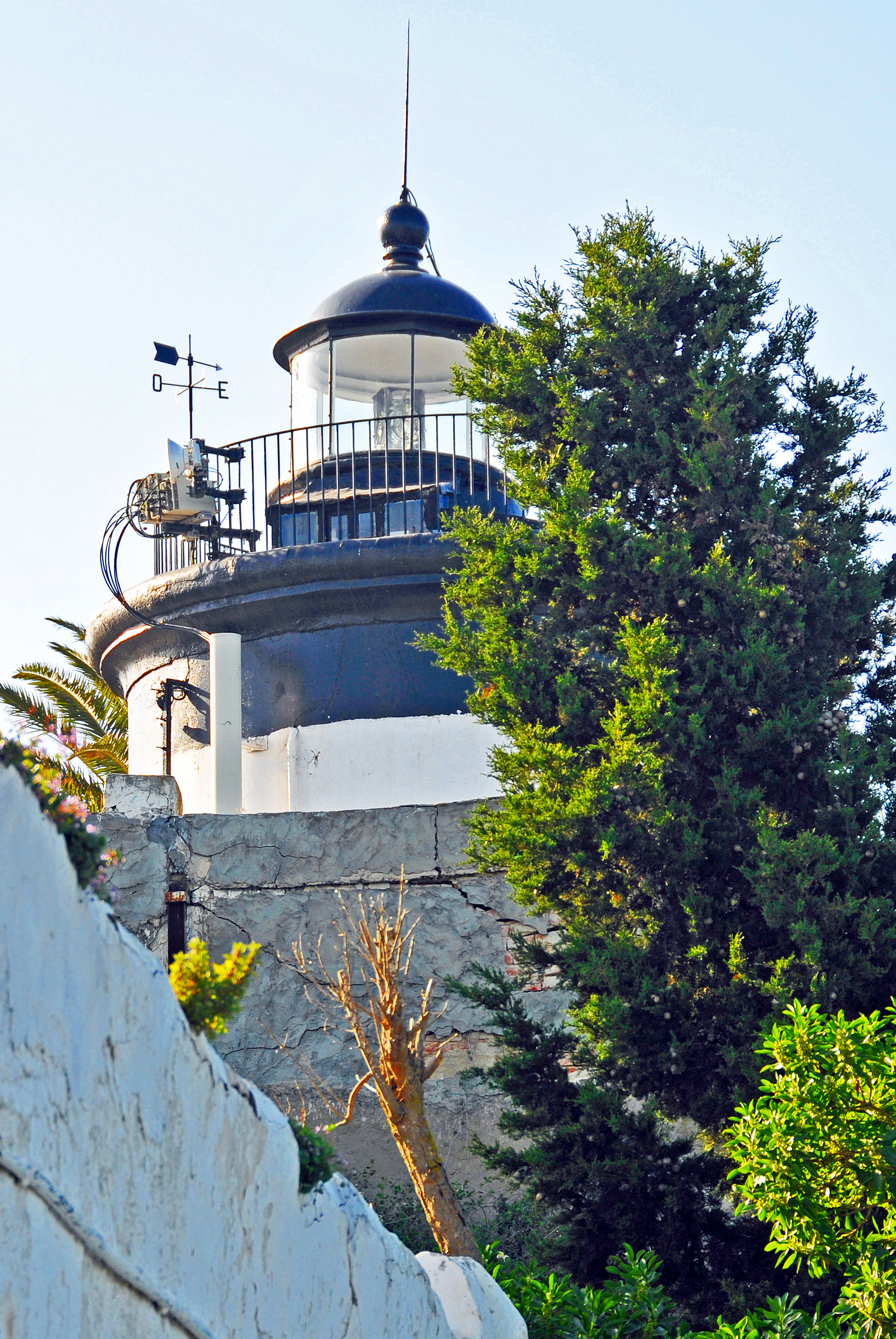
Blick auf den Leuchtturm Sidi Bou Saïd